# Manoir des Fols
Le manoir des Fols est une ancienne demeure fortifiée, dont l'origine remonte au XIVe siècle, qui se dresse sur la commune déléguée de Baudreville au sein de la commune nouvelle de La Haye dans le département de la Manche, en région Normandie.

## Localisation
Le manoir est situé à Baudreville, dans le département de la Manche.

## Historique
C'est vraisemblablement les Anglais qui au XIVe siècle, pendant la guerre de Cent Ans construisirent une tour de guet carrée. Une fois les Anglais partis, au milieu du XVIe siècle on ajoute à la tour un logis. C'est à cette époque que vit Pierre Le Fol qui donne son nom au manoir. Il sera, en 1594, anobli par Henri IV. Le manoir ne sera ensuite que peu remanié.
En juillet 2008, Guy Vignet en fait l'acquisition et le restaure pendant 10 ans avant de le mettre en vente.

## Description
Le domaine de 10 hectares comprend outre le manoir, deux communs.